# Корда, Мария
Мария Корда (венг. Corda María, урожд. Мария Антония Фаркаш (венг. Farkas Mária Antónia); 4 мая 1898, Дева — 2 февраля 1975, Женева) — венгерская актриса немого кино. Снималась в Венгрии, Австрии и Германии.

## Биография
Мария родилась 4 мая 1898 года в городе Дева в Венгрии. Во время Первой мировой войны играла на сцене театра в Будапеште, а в 1919 году дебютировала в кино и тогда же вышла замуж за венгерского кинорежиссёра Александра Корду. После того, как Венгерская Советская Республика прекратила своё существование, супруги Корда эмигрировали в Австрию и обосновались в Вене. В начале 1920-х Мария была очень популярна в Австрии. Её наиболее значительные фильмы той эпохи — «Самсон и Далила» (1922), «Королева-невольница» (1924) и «Частная жизнь Елены Троянской» (1927). Актриса также приняла участие в итальянском историческом фильме «Последние дни Помпеи» (1926).
В 1926 году вслед за супругом Мария перебралась в Берлин, а спустя год они вдвоем уехали в Голливуд. В Америке актриса особого успеха не имела — она снялась всего в одном фильме — «Частная жизнь Елены Троянской», режиссёром которого был её муж. Главным препятствием на пути её голливудской карьеры стало наступление эры звукового кино: Мария плохо знала английский и потому не имела никаких шансов пробиться на американские киноэкраны.
Вернувшись в Европу, актриса снялась в нескольких британских и немецких картинах и в 1929 году ушла из кино. В 1930 году произошёл её развод с Александром. Некоторое время она жила в Нью-Йорке, пыталась писать романы, а затем уехала в Швейцарию.
Мария Корда скончалась 2 февраля 1975 года в Женеве.